# Пшисуха
Пшису̀ха (на полски: Przysucha) е град в Централна Полша, Мазовско войводство. Административен център е на Пшисухски окръг, както и на градско-селската Пшисухска община. Заема площ от 7,02 км2. Към 2011 година населението му възлиза на 6 154 души.

## Личности

### Родени в града
- Оскар Колберг, етнограф, фолклорист и композитор